# Pedro A. Garro
Pedro A. Garro (21 de octubre de 1859-Buenos Aires, 26 de febrero de 1926) fue un político argentino que se desempeñó como vicegobernador (1915-1916), gobernador (1916-1917) y senador nacional por la provincia de San Juan (1919-1925).

## Biografía
Nació en 1859.
Fue juez de la Corte Suprema de Justicia de la provincia de San Juan y ministro del gobernador Manuel José Godoy.
En 1915, fue elegido vicegobernador de la provincia de San Juan, tras unas elecciones convocadas por el gobernador Ángel Dolores Rojas por el fallecimiento del vicegobernador titular César Aguilar. En junio de 1916 asumió como gobernador, luego de la renuncia de Rojas para asumir como senador nacional, completando el mandato en 1917.
Con el fallecimiento de Rojas, completó su período en el Senado de la Nación hasta 1925. Allí integró las comisiones de Legislación y de Peticiones y Poderes. Junto con los senadores Joaquín V. González y Enrique del Valle Iberlucea integró la comisión que estudió la reforma del Código Penal de la Nación Argentina.
En las elecciones provinciales de 1920, fue candidato de la Concentración Cívica a gobernador de San Juan, acompañado por Tomás Bates, siendo derrotado por la fórmula radical Amable Jones-Aquiles Castro.
Falleció en Buenos Aires en 1926.